# Thomas-Keller-Medaille
Die Thomas-Keller-Medaille wird jährlich in Anerkennung einer herausragenden Karriere im Rudersport vom Weltruderverband FISA vergeben. Die Medaille besteht aus 18-karätigem Gold und ist nach einem früheren Präsidenten der FISA, dem Schweizer Ruderer Thomas Keller (1924–1989) benannt.
Nominiert werden kann jeder Wettkampfruderer mit einer langen und erfolgreichen Laufbahn sowie besonderem sportlichen Lebenswerk.

## Bisherige Träger der Medaille
- 1990:  Alf John Hansen
- 1991:  Thomas Greiner
- 1994:  Juri Pimenow
- 1996:  Francesco Esposito
- 1996:  Nikolai Pimenow
- 1996:  Rolf Thorsen
- 1997:  Giuseppe Abbagnale
- 1997:  Carmine Abbagnale
- 1997:  Jana Sorgers
- 1997:  Thomas Lange
- 1998:  Kerstin Köppen
- 1998:  Roland Baar
- 1999:  Silken Laumann
- 1999:  Kathleen Heddle
- 2001:  Steven Redgrave
- 2002:  Marnie McBean
- 2003:  Peter Antonie
- 2004:  Nico Rienks
- 2005:  Matthew Pinsent
- 2006:  Agostino Abbagnale
- 2007:  Mike McKay (Ruderer)
- 2008:  Elisabeta Lipă
- 2009:  Kathrin Boron
- 2010:  James Tomkins
- 2011:  Jüri Jaanson
- 2012:  Václav Chalupa
- 2013:  Eskild Ebbesen
- 2014:  Drew Ginn
- 2015:  Iztok Čop
- 2016:  Caroline Evers-Swindell
- 2016:  Georgina Evers-Swindell
- 2017:  Katherine Grainger
- 2018:  Eric Murray
- 2018:  Hamish Bond
- 2019:  Kim Brennan
- 2021:  Olaf Tufte
- 2022:  Mahé Drysdale
- 2023:  Caryn Davies
- 2024:  Richard Schmidt